# Владимиров, Юрий Андреевич
Юрий Андреевич Владимиров (род. 18 августа 1932, Ямашево, Канашский район, Чувашская АССР, РСФСР, СССР) — советский и российский биолог, доктор биологических наук (1968), профессор, академик АМН СССР (1988, с 1992 — РАМН, с 2013 — Российской академии наук).

## Биография
Окончил Московский государственный университет (1954; биолого-почвенный факультет), там же аспирантуру (1957).
Профессор кафедры биофизики 2-го Московского медицинского института им. Н. И. Пирогова (с 1966), заведующий кафедрой медицинской биофизики факультета фундаментальной медицины МГУ (с 1994). Работает в области исследования люминесценции белков, ароматических аминокислот и механизма фотохимических процессов в белковых системах.
Является автором более 200 научных работ.

## Труды
Монографии
- Фотохимия и люминесценция белков. — Москва: Наука, 1965. — 232 с. : черт.; 22 см.
- Сверхслабые свечения при биохимических реакциях / АН СССР. Ин-т биол. физики. — Москва: Наука, 1966. — 102 с. : черт.; 20 см.
- Перекисное окисление липидов в биологических мембранах / Ю. А. Владимиров, А. И. Арчаков. — Москва: Наука, 1972. — 252 с. : черт.; 22 см.
- Биологические мембраны / Под ред. и с предисл. П. В. Сергеева. — Москва: Медицина, 1973. — 248 с. : ил.; 25 см.
- Внутренние волны в нестационарных условиях / Ю. В. Владимиров, В. А. Фрост. — М.: ИПМ, 1989. — 37 с. : ил.; 20 см. — (N 415).
- Ultra-Weak Photon Emission from Biological Systems / I. Volodyaev, E. van Wijk, M. Cifra, Springer Nature Switzerland AG,2023. 521 p. ISBN 978-3-032-39077-7 , ISBN 978-3-031-39078-4 (eBook)

Учебные пособия
- Биофизика / Ю. А. Владимиров, Д. И. Рощупкин, А. Я. Потапенко, А. И. Деев; Под ред. Ю. А. Владимирова. — М. : Медицина, 1983. — 272 с. : ил.; 20 см. — (Учеб. лит.).
- Физико-химические основы фотобиологических процессов : [учебное пособие для медицинских и биологических специальностей вузов] / Ю. А. Владимиров, А. Я. Потапенко. — Москва : Высшая школа, 1989. — 198, [1] с. : ил.; 21 см; ISBN 5-06-000494-5
  - 2-е изд., перераб. и доп. — Москва : Дрофа, 2006 (Тула : Тульская типография). — 285, [1] с. : ил.; 22 см. — (Высшее образование).; ISBN 5-7107-9521-6
- Лекции по медицинской биофизике : учебное пособие для студентов медицинских вузов / Ю. А. Владимиров, Е. В. Проскурнина. — Москва : Изд-во Московского ун-та : Академкнига, 2007. — 431, [1] с., [8] л. цв. ил. : ил., табл.; 22 см; ISBN 978-5-211-05328-1
- Фотобиология и спектральные методы исследования : Учебное пособие для студентов гос. ун-тов / Ю. А. Владимиров, Ф. Ф. Литвин. — Москва : Высш. школа, 1964. — 209 с. : ил.; 20 см. — (Практикум по общей биофизике; Вып. 8).
- Лекции по медицинской биофизике. Изд. 2-е испр. — Москва: ЛЕНАНД, 2023. — 432 с. / Е. В. Проскурнина

научно-популярные выступления /
- Биологические мембраны и патология клетки. — Москва : О-во «Знание» РСФСР, 1979. — 47 с. : ил.; 20 см. — (В помощь лектору / О-во «Знание» РСФСР. Науч.-метод. совет по пропаганде биол. и мед. знаний).
- Как подготовить и прочитать лекцию по медико-биологическим проблемам / Ю. А. Владимиров. — М. : о-во «Знание» РСФСР, 1982. — 40 с.; 20 см. — (В помощь лектору. / Правл. о-ва «Знание» РСФСР, Науч.-метод. совет по пропаганде биол. и мед. знаний).

## Семья
Сын Андрея В. Владимирова.

## Награды, премии, почётные звания
- Орден Дружбы (2015)[1]
- Заслуженный деятель науки Российской Федерации (2001)[2]
- Лауреат Государственной премии СССР в области науки (1983)
- Медаль «300 лет Российской Академии Наук»